# Réseau des routes transafricaines
 (juin 2011).
Si vous disposez d'ouvrages ou d'articles de référence ou si vous connaissez des sites web de qualité traitant du thème abordé ici, merci de compléter l'article en donnant les références utiles à sa vérifiabilité et en les liant à la section « Notes et références ».
Le réseau des routes transafricaines (Trans-African Highways TAH) est un ensemble de projets de routes transcontinentales en Afrique.
Ces projets sont en cours d'élaboration[Quand ?] par les Nations unies, la Commission économique pour l'Afrique (CEA), la Banque africaine de développement (BAD) et l'Union africaine en collaboration avec les communautés régionales internationales, telles que l'Union du Maghreb arabe (UMA), la Communauté économique des États de l'Afrique de l'Ouest (CEDEAO) et la Communauté de développement d'Afrique australe (SADC). Ces acteurs cherchent à promouvoir le commerce et réduire la pauvreté en Afrique par le développement des infrastructures routières et la gestion des corridors commerciaux inter-africains. La longueur totale des routes nouvelles dans le réseau serait de 56 683 km,.

## Les corridors transafricains
| N°        | Désignation                             | Départ                   | Arrivée                 | Longueur  | Carte |
| --------- | --------------------------------------- | ------------------------ | ----------------------- | --------- | ----- |
|           | Transafricaine 1                        | Le Caire (Égypte)        | Dakar (Sénégal)         | 8 636 km  |       |
|           | Route transsaharienne                   | Alger (Algérie)          | Lagos (Nigeria)         | 4 504 km  |       |
|           | Transafricaine 3                        | Tripoli (ville de Libye) | Le Cap (Afrique du Sud) | 10 808 km |       |
|           | Transafricaine 4                        | Le Caire                 | Le Cap                  | 10 228 km |       |
|           | Route trans-sahélienne                  | Dakar                    | N'Djaména (Tchad)       | 4 496 km  |       |
|           | Transafricaine 6                        | Ndjamena                 | Djibouti                | 4 219 km  |       |
|           | Autoroute côtière trans-ouest-africaine | Dakar                    | Lagos                   | 4 010 km  |       |
|           | Transafricaine 8                        | Lagos                    | Mombasa (Kenya)         | 6 259 km  |       |
|           | Transafricaine 9 (en)                   | Beira (Mozambique)       | Lobito (Angola)         | 3 523 km  |       |
| Sources,: |                                         |                          |                         |           |       |

## Caractéristiques générales du réseau

### Pays desservis
Comme prévu, le réseau couvre tous les pays africains continentaux, à l'exception du Burundi, de l'Érythrée, de la Somalie, de la Guinée équatoriale (Rio Muni), du Lesotho, du Malawi, du Rwanda, du Soudan du Sud et du Swaziland. Parmi ceux-ci, le Rwanda, le Malawi, le Lesotho et le Swaziland ont pavé des routes rejoignant le réseau lequel atteint presque la frontière des autres.

### Liens manquants
Plus de la moitié du réseau a été pavé, mais la maintenance reste un problème. Il existe de nombreux liens manquants dans le réseau où les pistes sont impraticables après la pluie ou dangereuses en raison de roches, de sable et de tempêtes de sable. Dans quelques cas, il n’y a jamais eu de route de quelque type que ce soit, comme l’écart de 200 km entre Salo en République centrafricaine et Ouésso en République du Congo sur l’autoroute 3. Les chaînons manquants résultent principalement du fait que le tronçon a une haute priorité nationale par opposition à une priorité régionale ou transcontinentale.
En raison des chaînons manquants des cinq grandes régions - Afrique du Nord , de l' Ouest, du Centre , de l'Est et australe - les déplacements routiers par tous les temps sont relativement faciles entre l'Afrique de l'Est et l'Afrique australe et reposent sur une seule route goudronnée traversant le sud-ouest du pays. Tanzanie .
Alors que l'Afrique du Nord et l'Afrique de l'Ouest sont reliées à travers le Sahara , la principale lacune de ce réseau est l'absence d'autoroutes asphaltées en Afrique centrale. Cela empêche non seulement les échanges routiers entre l'Afrique de l'Est et de l'Ouest, ou entre l'Afrique de l'Ouest et l'Afrique australe, mais aussi les échanges en Afrique centrale. Bien qu'il puisse y avoir des liens pavés entre l'Afrique occidentale, orientale et australe et une frange de l'Afrique centrale, ces liens ne pénètrent pas très loin dans la région. Le terrain, la forêt pluviale et le climat de l’Afrique centrale, en particulier dans les bassins versants du fleuve Congo inférieur et moyen et des fleuves Ubangui , Sangha et Sanaga , constituent d’énormes obstacles pour les mécaniciens et les routes revêtues ont une courte durée de vie. Plus au nord, au Cameroun et au Tchad, les terrains accidentés ou les plaines exposées aux inondations ont limité le développement des réseaux de routes pavées locales.

## Contexte et nécessité des routes transafricaines
L’Afrique a une histoire relativement inexistante de coopération internationale en matière de construction de routes. Les puissances coloniales et, plus tard, les superpuissances concurrentes et les puissances régionales n'encourageaient généralement pas les liaisons routières entre leurs sphères respectives, sauf en cas d'absolue nécessité, et dans les États africains nouvellement indépendants, les restrictions aux frontières étaient souvent resserrées plutôt que relâchées pour protéger le commerce intérieur, comme arme dans les litiges frontaliers et pour accroître les possibilités de corruption officielle.
L’émergence des routes et des infrastructures routières associées réduit la pauvreté en augmentant les échanges commerciaux, en revitalisant l’entrepreneuriat, en abaissant les prix des marchandises et en améliorant les conditions de vie. Grâce aux routes, la population est desservie par les ambulances, la police, les pompiers, les services de sauvetage, de réparation et de construction. Le réseau routier développé a permis d'étendre les services médicaux et éducatifs à des zones auparavant inaccessibles.
Le 1er juillet 1971, Robert KA Gardiner , secrétaire exécutif de la Commission économique des Nations unies pour l'Afrique (CEA), créa le Bureau des routes transafricaines afin de superviser le développement d'un réseau routier continental.

### Guerres et conflits
En plus d'empêcher l'avancée de la construction de routes, les guerres et les conflits ont entraîné la destruction de routes et de traversées de rivières, ont empêché l'entretien et ont souvent fermé des liens vitaux. La Sierra Leone, le Libéria, la République démocratique du Congo et l'Angola sont tous en phase de reconstruction après la guerre. Les guerres en République démocratique du Congo ont retardé l'infrastructure routière de ce pays de plusieurs décennies et coupé la principale voie de communication entre l'Afrique de l'Est et de l'Ouest. Ces dernières années[Quand ?], des considérations de sécurité ont limité la circulation sur les routes du sud de l' Algérie, du Mali, du Niger, de la Libye et de l'Égypte , ainsi que du nord du Tchad et d'une grande partie du Soudan .
Les routes transafricaines ne peuvent se développer qu'en période de paix et de stabilité.

### Principes et processus
En utilisant autant que possible les routes nationales existantes, les agences de développement ont pour objectif d'identifier les priorités en matière de commerce, de planifier les routes et de rechercher des financements pour la construction de ponts et de liaisons manquants, l'asphaltage de portions de terre et de gravier. les routes et la réhabilitation des sections pavées détériorées.
La nécessité de réduire les retards causés par les contrôles routiers et les contrôles aux frontières ou d'assouplir les restrictions de déplacement a également été identifiée, mais jusqu'à présent aucune solution n'a été trouvée. Plutôt que de disposer uniquement d'autoroutes internationales sur lesquelles chaque pays maintient ses réglementations et pratiques, il est nécessaire de créer des autoroutes transnationales sur lesquelles les réglementations et les pratiques sont simplifiées, unifiées et mises en œuvre sans causer de retards aux marchandises et aux voyageurs.
Le développement des autoroutes transafricaines et des infrastructures routières associées vise à lutter contre la pauvreté en Afrique en augmentant le commerce interétatique et intérieur, en revitalisant les petites et moyennes entreprises, en réduisant les prix des produits et en améliorant les conditions de vie. Grâce aux autoroutes, la population africaine est enfin desservie par des ambulances, la Police (institution), les pompiers, les secours, les réparations et les services de construction. Le réseau routier développé a permis d'étendre les services médicaux et éducatifs à des zones auparavant inaccessibles.

## Description des grands axes du réseau
Neuf corridors ont été désignés, suivant un quadrillage approximatif de six routes principalement est-ouest et trois routes principalement nord-sud. Une quatrième route nord-sud est formée à partir des extrémités de deux routes est-ouest.

### Les axes nord-sud
En commençant par le plus à l'ouest, ce sont:

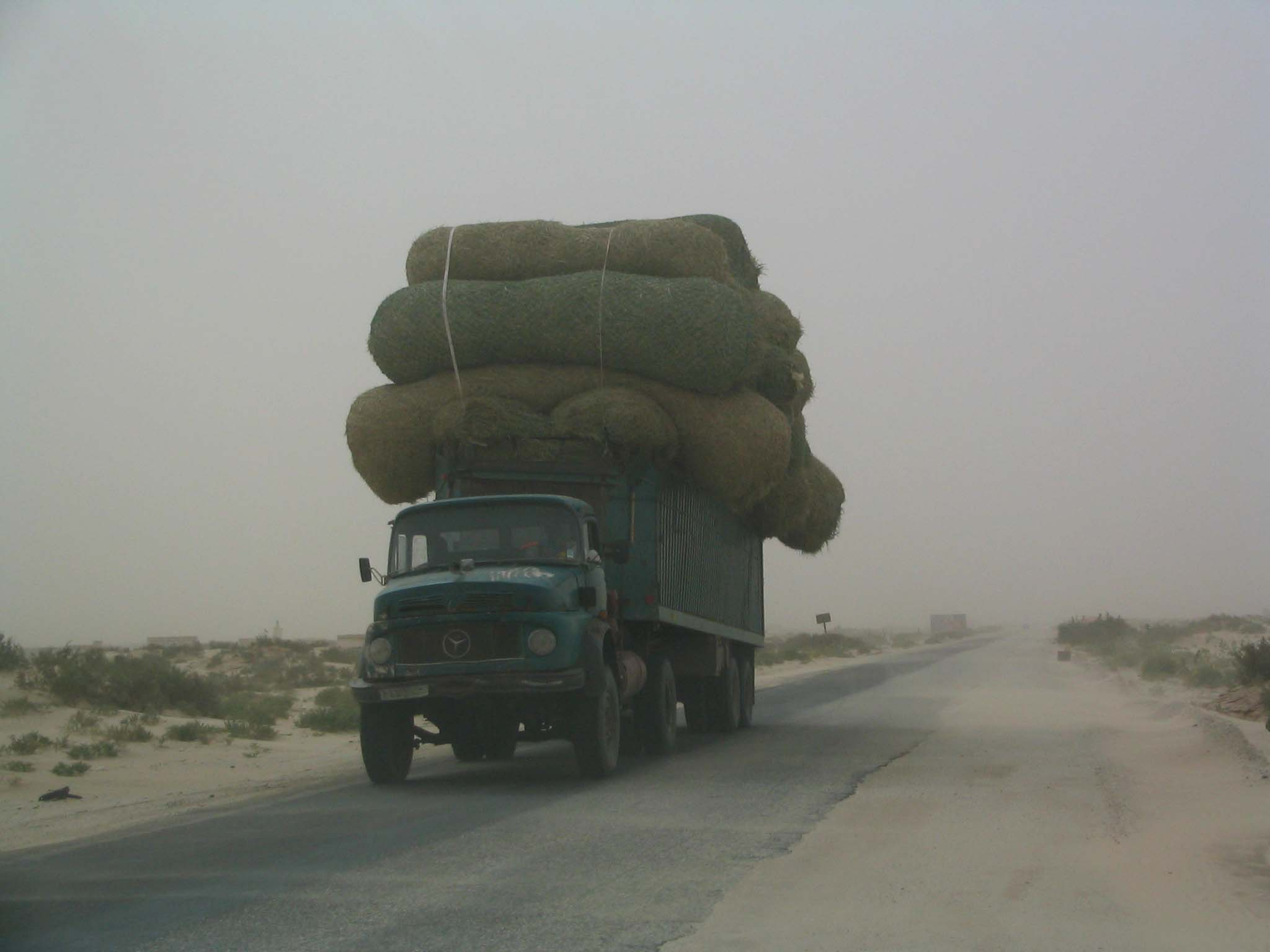
Transport routier sur l'axe goudronné Nouakchott-Rosso

#### Transafricaine 2

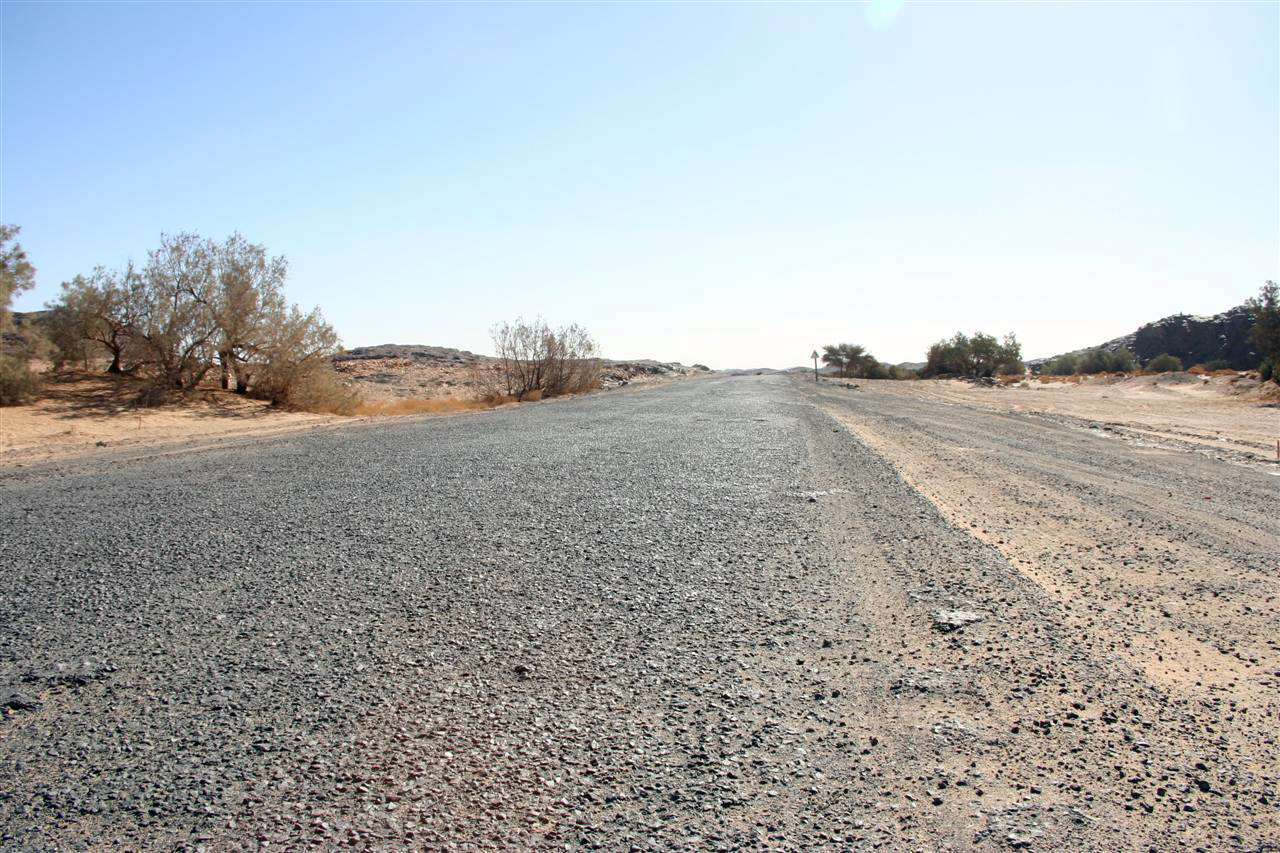
Une section de la RN 1 entre In Salah et Tamanrasset, janvier 2009.

Route transsaharienne Alger-Lagos, 4504 km. Aussi connue sous le nom de route transsaharienne, elle est presque terminée, mais il manque 200 km de piste dans le désert non asphaltée. Les contrôles aux frontières et la situation sécuritaire limitent son utilisation,,.

#### Transafricaine 3
Transafricaine 3 Tripoli-Le Cap, 10808 km. C'est la route avec le plus de sections manquantes et qui exige un effort massif de reconstruction. Les tensions géopolitiques localisées rendent impossible sa traversée en totalité.

#### Transafricaine 4
Transafricaine 4 Le Caire-Le Cap, 10 228 km. L'achèvement du tronçon d'autoroute reliant Dongola à Wadi Halfa, dans le nord du Soudan, et la route allant du Galabat le passage de la frontière dans le nord-ouest de l’Éthiopie ne laisse qu’un tronçon non pavé: la section de gravier entre Babati et Dodoma dans le centre de la Tanzanie. La section entre Isiolo et Moyale dans le nord du Kenya (surnommée «la route de l'enfer» par les voyageurs terrestres) a récemment été achevée, créant une traversée en douceur à travers le Kenya. Il est interdit de traverser la frontière entre l’ Égypte et le Soudan par la route depuis un certain nombre d’années. Un ferry pour véhicules sur le lac Nasser est utilisé à la place. Comme avec TAH 3, l'Afrique du Sud n'était pas incluse à l'origine car l'idée avait été proposée à l'époque de l'apartheid, mais il est maintenant reconnu qu'elle se poursuivrait jusqu'à Pretoria et au Cap. À l'exception du passage par l'Ethiopie, l'itinéraire coïncide approximativement avec les propositions de route du cap au Caire dans l' empire britannique du début du XXe siècle.
Comme indiqué ci-dessus, TAH 1 et TAH 7 se joignent pour former un itinéraire supplémentaire nord-sud autour de l'extrémité ouest du continent, entre Monrovia et Rabat.

### Les axes est-ouest
En commençant par la plus septentrionale, les routes est-ouest sont les suivantes :

#### Transafricaine 1
Transafricaine 1 Le Caire-Dakar, 8636 km. Route côtière, elle longe la Méditerranée et l'Atlantique. Elle est complète malgré le tronçon à la frontière entre le Maroc et l'Algérie fermé et l'instabilité politique en Libye. Une grande partie de cet axe est en 2x2 voies voire en 2x3 voies (autoroute, voie expresse, route doublée) :
- Entre Le Caire et la frontière égyto-libyenne, la route côtière de 680 km est doublée. Une autoroute aux normes internationales est en projet[8].
- Des travaux en cours de chaînons manquants permettront de relier la frontière tuniso-libyenne à Laayoune (Maroc) en 2x2 voies sur 3700 km.
- Un projet d'autoroute entre Saint-Louis et Dakar sur 190 km est en projet de financement[9].

Cette transafricaine fait partie de la transmaghrébine, route censée relier les cinq capitales du Maghreb (Nouakchott, Rabat, Alger, Tunis, Tripoli) sur 5200 km . Unique route transsaharienne entièrement goudronnée achevée en novembre 2005, elle est le passage le plus sûr entre l'Afrique occidentale et l'Europe.

#### Transafricaine 5
Route trans-sahélienne Dakar-N'Djaména, 4496 km. Aussi connue sous le nom de route trans-sahélienne, elle relie les pays de la partie occidentale de sahel, et est complète à environ 80%. Avec la TAH 7 elle relie les capitales de la CEDEAO.

#### Transafricaine 6
Transafricaine 6 N'Djaména-Djibouti, 4219 km. Contiguë de TAH 5, elle continue le long de la partie orientale du Sahel jusqu'au port de Djibouti sur l'océan Indien. Le tracé approximatif de TAH 5 et TAH 6 a été initialement proposé au début du XXe siècle comme objectif de l’ empire français .

#### Transafricaine 7
Autoroute côtière trans-ouest-africaine Dakar-Lagos, 4010 km.
Autrement appelée route côtière trans-ouest africaine, elle longe entièrement la côte Atlantique, au nord du golfe de Guinée. Cette route rejoint TAH 1 pour former une route supplémentaire nord-sud autour de l'extrémité ouest du continent. Avec la TAH 5 elle relie les capitales de la CEDEAO.

#### Transafricaine 8
Transafricaine 8 Lagos-Mombasa, 6259 km. Extension de la TAH 5, elle relie le golfe de Guinée à la façade sur l'océan Indien. La moitié est de la route Lagos – Mombasa est achevée à travers le Kenya et l'Ouganda, où elle est connue localement sous le nom d'autoroute transafricaine (le seul endroit où son nom est couramment utilisé). Ses extrémités occidentales au Nigeria, au Cameroun et en République centrafricaine sont pour la plupart terminées, mais un chaînon manquant depuis longtemps en RD Congo empêche actuellement toute utilisation pratique dans la partie centrale.

#### Transafricaine 9
Transafricaine 9 (en) Beira-Lobito, 3523 km. Elle fait le lien entre l'océan Atlantique et l'océan Indien. Elle est pratiquement achevée sauf dans la moitié est, mais la moitié ouest passant par l’Angola et le centre-sud de la RDC doit être reconstruite.

## Projets routiers régionaux en Afrique
Les communautés internationales régionales sont fortement impliquées dans le développement des autoroutes transafricaines et travaillent en collaboration avec la BAD et la CEA. Par exemple:
- L’ Union du Maghreb arabe pilote le développement et la maintenance du tronçon TAH 1 de Tripoli à Nouakchott.
- La Communauté économique des États de l'Afrique de l'Ouest (CEDEAO) est responsable du développement et de la maintenance des TAH 5 et 7.
- La Communauté de développement d'Afrique australe (SADC) dispose d'un vaste réseau de projets routiers et de corridors commerciaux en Afrique australe. TAH 9 et les extrémités sud de TAH 3 et 4 utilisent les autoroutes régionales développées par la SADC ou ses prédécesseurs. La SADC gère en particulier les corridors routiers et ferroviaires des zones enclavées aux ports.
- Corridor Trans-Kalahari (en).
- Djibouti-Bata (Guinée équatoriale) — direction est-ouest — 5823 км.